# Johann Christian Müller (hudebník)
Johann Christian Müller (18. ledna 1749 Niedersohland – 4. listopadu 1796 Lipsko) byl německý houslista, cembalista, klavírista a skladatel.

## Život a činnost
Narodil se v Sohlandu u Šluknova jako syn Christiana Müllera, zahradníka u Nosticů v Niedersohlandu. 
Vzdělání získal v Budyšíně, Žitavě a Lubáni. V roce 1769 byl jmenován prefektem v Lubáni, aby zde reorganizoval místní pěvecký sbor. Během této doby Müller ovlivnil hudební kulturu v lužickém Šestiměstí a nakonec se rozhodl plně se věnovat hudbě. 
V roce 1778 se přestěhoval do Lipska, kde byl přijat do Breitkopfova domu a 20. října 1779 začal studovat na Lipské univerzitě. 
Během této doby ho jako houslistu do svého orchestru přijal Johann Adam Hiller. Od roku 1781 je Müller zapsán jako první houslista a klavírista orchestru Gewandhausu. 
Byl také autorem skladeb pro Franklinskou skleněnou harmoniku. Müller byl spoluzakladatelem a finančníkem penzijního fondu orchestru. 
Johann Christian Müller zemřel v Lipsku dne 4. listopadu 1796.

### Tvorba
V roce 1788 Müller se Siegfriedem Leberechtem Crusiem v Lipsku vydal učebnici „Anleitung zum Selbstunterricht auf der Harmonika“ („Průvodce sebeučením na harmoniku“). Uprvail mj. též Schillerovu „Ódu na radost“ a v roce 1790 „Lovecké písně“ Ludwiga von Wildungena.
Je možné, že se jedná o stejnou osobu s „J. C. Müllerem“, který si v roce 1776 nechal v Amsterdamu vytisknout „6 trií pro flétnu, housle a basso continuo“.